# Phan Huy Quát
Phan Huy Quát (1908 - 1979) tự Châu Cử, quê quán Hà Tĩnh, là Thủ tướng Việt Nam Cộng hòa từ ngày 16 tháng 2 năm 1965 đến ngày 5 tháng 6 năm 1965. Phan Huy Quát đồng thời là thành viên Đại Việt Quốc dân Đảng và Tổng trưởng Quốc phòng Quốc gia Việt Nam. Sau ngày 30 tháng 4 năm 1975 ông tổ chức vượt biên nhưng bị phát hiện, bị tuyên án tù và mất trong nhà lao Chí Hòa ngày 27 tháng 4 năm 1979 do bệnh viêm gan.
Ông có bằng Tiến sĩ ngành Y khoa.

## Xuất thân
Ông Phan Huy Quát, sinh năm 1908 tại Thạch Châu, Lộc Hà, Hà Tĩnh trong gia đình dòng họ Phan Huy giàu truyền thống khoa bảng ở xứ Nghệ, là con trai trưởng của Tiến sĩ Phan Huy Tùng-Lang trung Bộ hình triều Nguyễn, anh trai cùng cha khác mẹ của nhà sử học Việt Nam Phan Huy Lê.

## Tham gia chính phủ Quốc gia Việt Nam
Năm 1945 khi Nội các chính phủ Trần Trọng Kim thành lập, ông được bổ nhiệm chức vụ Đổng lý Văn phòng Nội các. Khi Quốc gia Việt Nam được thành lập, ông làm Tổng trưởng các bộ Giáo dục (1949), Quốc phòng (1950 - 1954) trong các chính phủ Quốc gia Việt Nam thời Quốc trưởng Bảo Đại. Sau đó ông lui về hành nghề bác sĩ tại Sài Gòn.

## Đảm nhiệm chức Thủ tướng Việt Nam Cộng hòa
Sau cuộc Đảo chính 1963, tướng Dương Văn Minh rồi Nguyễn Khánh lên nắm quyền trong thời kỳ quân quản của Việt Nam Cộng hòa nhưng tình hình vẫn nhiều xáo trộn. Vì áp lực của Hội đồng Quân lực, tướng Nguyễn Khánh phải rút khỏi chính trường và chính phủ dân sự được thành lập do ông đứng đầu với cương vị Thủ tướng. Phó thủ tướng là Nguyễn Văn Thiệu. Nội các gồm có Bộ trưởng Thông tin Linh Quang Viên, Bộ trưởng Giáo dục Nguyễn Tiến Hỷ, Bộ trưởng Phủ thủ tướng Bùi Diễm, Bộ trưởng Ngoại giao Trần Văn Đỗ.
Ngày 8 tháng 3 năm 1965, Mỹ chính thức đổ quân viễn chinh lên Đà Nẵng. Phía Mỹ đã không thông báo cho Việt Nam Cộng hòa về thời gian và địa điểm đổ quân, mặc dù một bản tin của Bộ Quốc phòng Mỹ hai ngày trước tuyên bố rằng Mỹ đổ quân vào miền Nam Việt Nam là theo yêu cầu của chính phủ Việt Nam Cộng hòa.
Sáng ngày 8 tháng 3, một sĩ quan Mỹ đến gặp Phan Huy Quát, yêu cầu soạn thảo một thông cáo chung bằng hai thứ tiếng Anh-Việt để thông báo rộng rãi, lúc đó ông Quát mới biết quân Mỹ đã đổ bộ vào Việt Nam. Khi biết tin thì quân Mỹ đã đổ bộ rồi, Phan Huy Quát phải hợp thức hóa việc này bằng cách gọi Tổng trưởng Phủ Thủ tướng là Bùi Diễm cùng với một viên chức Mỹ là Melvin Manfull soạn ngay thông cáo chào mừng quân Mỹ, với chỉ đạo: "Viết càng ngắn càng tốt. Chỉ mô tả sự kiện rồi khẳng định rằng chúng ta đã đồng ý mà thôi". Trong những tháng sau đó, Mỹ đổ bộ hàng chục vạn quân, lính Mỹ hiện diện ở khắp miền Nam.
Ngày 25 tháng 5 năm 1965 ông quyết định cải tổ Nội các, thay thế một số Tổng trưởng nhưng phe giáo dân Thiên Chúa giáo lại phản đối. Quốc trưởng Phan Khắc Sửu cũng không đồng tình nên không phê chuẩn. Tình hình bế tắc kéo dài sang tháng 6 vì bất đồng giữa Quốc trưởng Phan Khắc Sửu và Thủ tướng Phan Huy Quát không giải quyết được; chính phủ hoàn toàn bị tê liệt.
Ngày 11 tháng 6, ông triệu tập hội đồng chính phủ để giải quyết nhưng không đạt được thỏa hiệp nào nên ông ra lệnh giải tán chính phủ và từ chức Thủ tướng. Các tướng lãnh tiếp thu chính quyền và đặt hai cơ quan: Ủy ban Hành pháp Trung ương và Ủy ban lãnh đạo Quốc gia. Trung tướng Nguyễn Văn Thiệu làm chủ tịch Ủy ban lãnh đạo Quốc gia với cương vị quốc trưởng trong khi Thiếu tướng Nguyễn Cao Kỳ làm chủ tịch Ủy ban hành pháp trung ương với cương vị Thủ tướng cho tới khi thành lập nền Đệ Nhị Cộng hòa Việt Nam vào năm 1967.

## Bị bắt và qua đời
Sau ngày 30 tháng 4 năm 1975, ông và gia đình bị kẹt lại ở Việt Nam do không kịp lên máy bay Mỹ di tản. Ông không ra trình diện theo lệnh của chính quyền mới và sống trốn tránh trong một thời gian ngắn, sau đó tìm cách tổ chức vượt biên. Trên đường vượt biên, ông bị phát hiện, bắt giữ cùng con trai út là Phan Huy Anh, bị tuyên án tù rồi mất tại nhà lao Chí Hòa vì bệnh viêm gan vào ngày 27 tháng 4 năm 1979.